# 茨季斯拉夫·多塞傑爾
季斯拉夫·多塞傑爾（捷克語：Ctislav Doseděl，1970年8月14日—），曾為捷克男子網球運動員，现居住于蒙地卡羅。
多塞傑爾的網球生涯奪得3座ATP單打冠軍與1座ATP雙打冠軍，1994年10月10日，他到達生涯最高單打排名26位，1999年，拉索爾在美國網球公開賽闖進八強，為職業網球生涯當中最具代表性的一場勝利。
2001年，多塞傑爾退役後，仍然持續參與相關職業網球運動，2012年6月，他擔任盧卡斯·拉索爾的教練。

## 單打冠軍 (3)
| 奪得下列巡迴賽冠軍 |
| 大滿貫系列賽 (0)   |
| 網球大師盃 (0)     |
| ATP大師系列賽 (0)  |
| ATP巡迴賽 (3)      |

| 次數 | 日期           | 巡迴賽         | 場地 | 決賽對手      | 比分                  |
| 1.   | 1995年10月30日 | 智利聖地亞哥   | 紅土 | 馬塞洛·里奧斯 | 7–63、6–3             |
| 2.   | 1996年5月6日   | 德國慕尼黑     | 紅土 | 卡洛斯·莫亞   | 6–4、4–6、6–3         |
| 3.   | 1997年8月4日   | 荷蘭阿姆斯特丹 | 紅土 | 卡洛斯·莫亞   | 7–64、7–65、64–7、6–2 |

## 外部連結
- 茨季斯拉夫·多塞傑爾（英文/西班牙文）的官方資料
- 茨季斯拉夫·多塞傑爾的國際網球總會 職業／青少年 官方資料（英文）
- 茨季斯拉夫·多塞傑爾的官方資料（英文）